# بازیابی تهویه انرژی
بازیابی تهویه انرژی همان فرایند بازیابی انرژی در تبادل انرژی می‌باشد که خود در ساختمان‌ها یا در فضای هوا با منابع انرژی تهی است که از آن جهت تهویه ورودی در فضای بیرونی در مناطق مسکونی و سیستم‌های تجاری HVAC کاربرد دارد. در طول فصول گرم تر، سیستم ازپیش خنک‌سازی شده و سپس رطوبت آن از دست می‌رود. این خود در حالی است که با رطوبت‌زایی و پیش‌گرمازایی در فصول خنک‌تر همراه می‌باشد. یکی از مزایای کاربرد بازیابی انرژی، قابلیت برآورد آن مطابق با استانداردهای انرژی و تهویه ASHRAE می‌باشد، در حالی که می‌تواند کیفیت هوای داخل را بهبود بخشد و از طرفی از ظرفیت کل تجهیزات HVAC بکاهد. این نوع فناوری تنها در محیط‌های درونی قابل کاربرد است تا به موجب آن بتوان رطوبت نسبی ۴۰ تا ۵۰ درصد را حفظ نمود. این رده در شرایط الزامی ثابت و حفظ نگهداشته می‌شود. تنها انرژی از دست رفته همان نیروی مورد نیاز برای دستگاه دمش جهت غلبه بر افت فشار سیستم می‌باشد.

## اهمیت
به‌طور تقریبی نیمی از انرژی جهانی در ساختمان‌ها کاربرد دارد، و به‌طور تقریبی نیمی از هزینه‌های حرارت‌دهی و خنک‌سازی ناشی از تهویه توسط روش "پنجره باز" و مطابق با ضوابط مربوط به آن می‌باشد. ثانیاً، تولید انرژی و شبکه در جهت برآورد عرضه راسی نیرو صورت گرفته‌است. روند استفاده احتمالی از بازیابی در تهویه مقرون به صرفه و پایدار است و از طرفی سریع‌ترین روش جهت کاهش مصرف انرژی جهانی است و از این جهت کیفیت هوای داخل (IAQ) را بهبود بخشیده و متناسب با آن از مصرف انرژی جهانی می‌کاهد و در نهایت موجب حفاظت از ساختمان‌ها و محیط زیست می گردد.

## روش‌های انتقال
در این بین دستگاه تهویه انرژی (یا همان شکل مخفف ERV )یک نوع از مبدل حرارتی هوا می‌باشد که نه تنها گرمای محسوس را انتقال می دهد بلکه گرمای مخفی را نیز انتقال می‌دهد. ERV را می‌توان به عنوان آنتالپی کل در نظر گرفت. حال از آنجایی که هم گرما و هم رطوبت انتقال می یابند، به بیان دیگر دستگاه بازیاب تهویه‌گر تنها می‌تواند گرمای محسوس را انتقال دهد. به بیان دیگر، از آنجایی که تمامی ERV می‌توانند در قالبHRV وارد عمل شوند، اما بیشتر افراد اصطلاحاتی همچون HRV, AAHX مبدل گرمای هوا را می‌توان به جای هم به‌کار گرفت.
در طول فصول خنک‌تر ،سیستم در جهت خنک‌سازی پیش می‌رود و سپس هوای خروجی، ورودی رطوبت زدایی می‌شود. این روند توسط سیستمی صورت می‌گیرد که گرما را رد کرده و سپس آن را درون جریان هوای خروجی باز می‌فرستد. در نهایت امر، این هوا کویل‌های متراکم ساز را را در هوای کمتر خنک‌سازی نموده در در مقایسه با گرمای خروج یافته راه نیافته به جریان هوای خروجی بیشتر قابل توجه واقع شده‌است. در طول فصول گرما، سیستم به صورت معکوس عمل می‌کند، به‌طوری گرما را از جریان هوای خروجی بدست آمده جریان هوای خروجی بدست می‌آورد تا گرمای ناشی از هوای ورودی را از پیش تعیین نماید.در این مرحله، هوا از طریق واحدهای اولیه و سپس درون فضا عبور پیدا کند. در این نوع سیستم در طول فصول خنک، عادی به نظر می‌رسد که هوای خروجی خنک‌تر از هوای تهویه و در طول فصول گرما، هوای تهویه گرم‌تر باشد. به همین علت سیستم به صورت مؤثر و کارآمد عمل می‌کند. در این بین ضریب کارایی تا مادامی که شرایط حاد‌تر گردد، رو به افزایش پیش می‌رود. (منظور گرمای بیشتر و رطوبت جهت خنک‌سازی و سرما به منظور تولید گرما )

## کارایی
کارایی سیستم همان تناسب انرژی انتقال یافته بین دو جریان هوای موجود در مقایسه با انرژی کل انتقال یافته از طریق مبدل گرما می‌باشد.
حال با توجه به تنواع فراورده‌ها در بازار، کارایی به‌طور چشم‌گیری در هر یک از فراورده‌ها متغیر از فراورده دیگر است. برخی از این سیستم‌ها، همان‌طور که می‌دانیم از کارایی تبادل گرما تا میزان بیش از ۷۰ تا ۸۰ درصد برخوردارند، این خود در حالی است در موارد دیگر این میزان کمتر از ۵۰ درصد می‌باشد اگرچه این ارقام کاهش یافته در سیستم‌های پایه HVAC ارجحیت بیشتری بهمراه دارد، ارقام آن در مقایسه با طبقات باقی‌مانده افزایش نمی‌یابد. سری مطالعات صورت گرفته در جهت افزایش کارایی انتقال گرما تا ۹۰درصد می‌باشد.
استفاده از فناوری مبدل گرما در فاز گازی مدرن با هرینه کمتر در جهت پیشرفته‌های عمده در کارایی مد‌ نظرمان بوده‌است. کاربرد مواد متخلخل با قابلیت رسانایی بیشتر به نحوی است که می‌توان کارایی تبدیلی بیشتر از ۹۰ درصد را به‌همراه داشت. طی افزایش بیش از حد میزان کارایی تا ۹۰ درصد، شاهد پیشرفت‌هایی در بیش از ۵ فاکتور در افت انرژی خواهیم بود.
در این بین نهاد تهویه خانگی یک تست استاندارد را برای کلیه واحدهای تولیدی در ایالت متحده آمریکا روی کار آورده است. با صرف نظر از اینکه تمامی آن‌ها مورد تست قرار نگرفته‌اند. حال روند بررسی بیانیه‌های کارایی، در مقایسه با موارد تولیدی توسط hvi و تولیدی توسط تولید کنندگان عملی به نظر می‌رسد. (تذکر:کلیه واحدهای فروش در کانادا از طریق برنامه R-2000 یک تست استاندارد مشابه با تست HVI راه‌اندازی شده‌اند.

## انواع ابزارهای بازیابی انرژی
| ابزارهای بازیابی انرژی   | نوع انتقال    |
| ------------------------ | ------------- |
| چرخ گردنده آنتالپی       | کلی و قابل حس |
| صفحات فیکس شده           | کلی و قابل حس |
| لوله گرمایی              | قابل حس       |
| راه اندازی حول محور کویل | قابل حس       |
| ترموسیفون                | قابل حس       |
| برجهای دو قلو            | قابل حس       |

**تبادل کل انرژی تنها در واحدهای هیگروسکوپی و واحدهای برگشتی متراکم شده امکان پذیر می‌باشد.

## چرخ گردنده آنتالپی هوا
دستگاه چرخ گردنده مبدل گرما خود متشکل از سیلندر گردنده پرشده با مواد هوای نفوذ پذیر ناشی از وجود مساحت سطحی وسیع می‌باشد. مساحت سطح خود یک رسانه جهت انتقال انرژی محسوس می‌باشد. در طول کمانی که چرخ بین جریان نهر خروجی و تهویه گردش پیدا کند، می‌تواند انرژی گرمایی را برداشت نموده و سپس آن را در جریان هوای سردتر آزاد نماید. نیروی رانشی در پشت این تبادلات خود همان تفاوت دمای بین جریان هوای مخالف می‌باشد که به اصطلاح آن را گرادیان حرارتی نامیده‌اند. حال رسانه‌های نوعی شامل پلیمر، آلومینیم و فیبرهای ترکیبی را به این منظور بکار گرفته‌اند.
روند تبادل آنتالپی طی به‌کارگیری دسیکانت‌ها صورت می‌گیرد. انتقال رطوبت دسیکانت‌ها طی فرایند روچگالی صورت می‌گیرد که عمدتاً با تفاوت‌ها در فشار بخار نیمه‌ای در جریان هوای مخالف همراه می‌باشد.انتقال رطوبت در دسیکانت‌ها شامل ژل سیلیکایی و غربال‌های مولکولی می‌باشد.
چرخ‌های آنتالپی از جمله ابزارهای مؤثر جهت انتقال انرژی محسوس و نهفته می‌باشد. اما انواع مختلفی از سازه‌ها وجود دارد که بیانگر دوام‌پذیری چرخ‌ها می‌باشد. یکی از رایج‌ترین انواع چرخ‌ها، چرخ‌های ساخته شده پلیمری (پلاستیکی) می‌باشد و از طرفی با دارا بودن افت فشار و طول عمر کمتر معایبی را با خود به همراه آورده است. از جمله گزینه‌های دیگر در بین چرخ‌های پلاستیکی می‌توان به نوع آلومینیمی و فایبر گلاس اشاره کرد که طول عمر بیشتر و اغلب افت فشار کمتری به‌همراه داشته‌اند.
در طول استفاده از ابزارهای گردنده بازیابی انرژی، باید دو ابزار جریان هوایی را در مجاورت یک دیگر قرار داد تا به موجب آن انتقال انرژی به صورت موضعی صورت گیرد. البته نیز همچنین، باید ملاحظات خاصی در زمینه آب و هوای سردتر صور ت گیرد تا از این و مانع از یخ زدگی چرخ شویم. سیستم‌ها نیز می‌توانند طی مدول‌سازی سرعت چرخ، پیش حرارت دهی هوا یا متوقف‌سازی یا کند شدن سیستم مانع از این کار شوند. برخی از این سیستم‌ها روند انتقال محسوس به شکل مساوی و گرمای نهفته را به همراه دارند، به‌طوری‌که از فرصت یخ زدگی تا حد قابل توجهی کاسته است. آلودگی مقطعی در آلاینده‌ها از طریق دسیکانت‌ها صورت می‌گیرد که خود نگران‌کننده است و می‌توان طی استفاده از دسیکانت‌های مورد نظر همچون غربال‌های مولکولی از آن جلوگیری نمود.

## صفحات مبدل گرمایی
این خود در حالی است که کارایی کمتری به نسبت سیستم‌های گردنده به همراه داشته‌است، به‌طوری‌که می‌توان گفت صفحات گرمایی ثابت دارای هیچ بخش متحرکی نمی‌باشند. این صفحات خود شامل لایه‌های متناوبی هستند که جداسازی و مهروموم شده‌است. جریان نوعی خود یک جریان مقطعی است. حال از آنجایی که بیشتر صفحات جامد و غیرقابل نفوذ پذیرند، در نتیجه تنها انتقال به صورت محسوس صورت می‌گیرد.
تعدیل هوای تازه ورودی خود طی حرارت دهی یا بازیابی هسته انرژی صورت می‌گیرد. در این مورد، هسته خود از صفحات پلاستیکی یا آلومینیمی ساخته شده‌است. میزان رطوبت را می‌توان نیز از طریق انتقال بخار آب تنظیم نمود. این روند خود طی به گردش در آوردن چرخ مواد دسیکانت یا حتی صفحات نفوذپذیر صورت می‌گیرد.
در این بین صفحات آنتالپی در سال ۲۰۰۶ توسط پال روی کارآمد، او همان کسی بود که شرکت خاص سیستم‌های تهویه هوا را برای passive houses را تأسیس نمود Paul حال از طرفی نیز مبدل گرمایی با جریان مقطعی هم‌زمان با مواد رطوبت پذیر ساخته شد. در طول سال ۱۹۹۸ طی ساخت تجهیزات عملی(BPE) تجاری، مسکونی و دستگاه تولیدکننده بازیابی انرژی در هوا، تهویه‌گرهای بازیابی انرژی با جریان هم‌زمان با صفحات فیکس شده پلیمری روی کارآمدند. این مبدل‌های گرمایی را در قالب یک بازجوری در افزایش ذخیره انرژی و هوای تازه و هم چنین به عنوان یک سازه جدید معرفی ساخته‌اند. در این شرایط با سازه‌های جدید روی کار آمده، بازیابی انرژی به شکل مؤثر از ظرفیت خنک‌سازی و گرمای مورد نیاز سیستم خواهد کاست. درصد انرژی کل ذخیره شده خود رابطه مستقیمی با کارایی این وسیله (تا بیش از ۹۰ درصد) و عرض ساختمان دارد.
حال با توجه به نیاز به کاربرد بخش‌های متعدد، در اغلب موارد مبدل‌های گرمایی با افت فشار بالا و جایگیری وسیع سرو کار پیدا می‌کنند. حال از طرفی با توجه با عدم پایداری در ارائه میزان قابل توجهی از انتقال انرژی نهفته در این سیستم‌ها، این خود نیز به عنوان یک فرصت برای منجمد شدگی در آب و هوای سردتر در نظر گرفته شده‌است.
این فناوری توسط نهاد بازیابی انرژی فنلاند در دسترس همگان قرار گرفت. نهاد کرپ خود بر اساس صفحات مبدل گرمایی با قابلیت باززایی، مزایایی همچون برداشت رطوبت هوا توسط متراکم‌سازی و تبخیر چرخه‌ای را بهمراه داشته‌است. برای مثال، گرمای نهان، نه تنها کارایی گرمایی و بلکه نیز همچنین صفحات عاری از میکروب را به‌طور سالیانه بیشتر می‌سازد و این امر ناشی از بکارگیری روش خود پاکسازی و خود شست‌وشو می‌باشد؛ بنابراین این واحد را به اصطلاح ترجیحی تهویه گیر بازیابی آنتالپی نامیده‌اند تا اینکه تهویه گر بازیابی گرما و انرژی نام گیرد. این شرکت با نام پمپاژ گرمای نهان در معرض همگان قرار گرفت که خود بر اساس تهویه گر بازیابی آنتالپی با استفاده از 33.COP در فصل تابستان و ۱۵ در زمستان عمل می‌کند.